# Campo de refugiados de Kutupalong

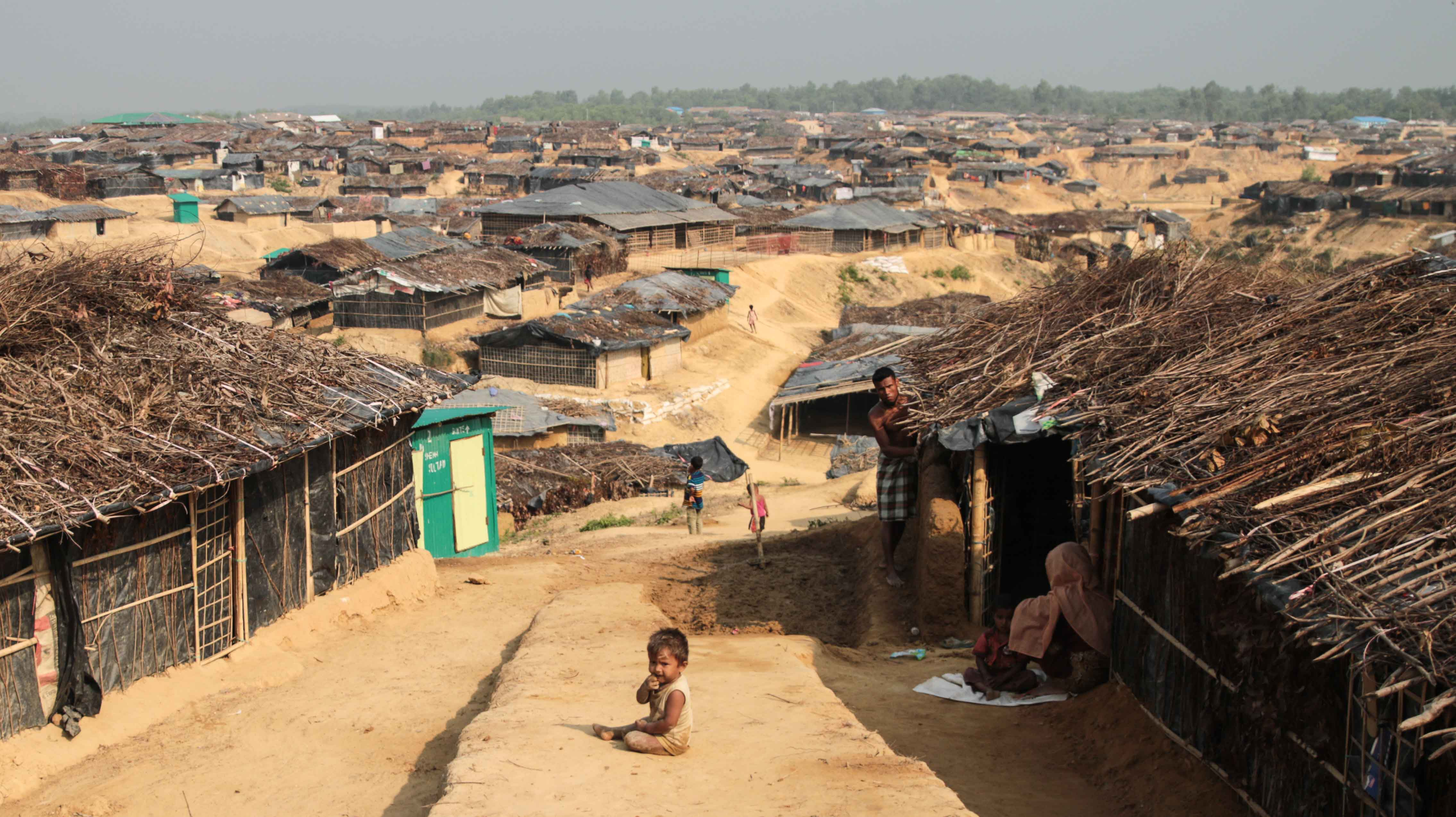
Kutupalong en marzo de 2017, antes de la entrada masiva de refugiados

Kutupalong (en bengalí: কুতুপালং) es el nombre que reciben un conjunto de campos de refugiados situados en Bangladés, en la upazila de Ukhia, distrito de Cox's Bazar, división de Chittagong, al sudeste del país. El campo alberga principalmente a los rohinyá que huyen de la persecución a los musulmanes en Birmania. El rápido incremento de la población de refugiados desde 2017 lo ha convertido en el más grande del mundo. En julio de 2019, según ACNUR, en Bangladés había 912.373 refugiados repartidos en 27 campos agrupados bajo la denominación de Kutupalong.

## Descripción
El campo de Kutupalong fue al principio un campo controlado por el gobierno de Bangladés y gestionado por el Alto Comisionado de las Naciones Unidas para los Refugiados (UNHCR). Fue creado en 1992 para acoger a los refugiados rohinyá que huían de Birmania. El gobierno controlaba otro campo en el distrito, el de Nayapara, que en julio de 2019 tenía 27.222 refugiados.
En julio de 2017, la población de los dos campos se estimaba en 34.000 personas. A partir de agosto de 2017, el flujo de refugiados aumentó notablemente. Entre finales de agosto y principios de septiembre huyeron de Birmania 73.000 personas, y entre agosto de 2017 y principios de 2018, más de 700.000. El campo de Kutupalong no pudo absorber este flujo de nuevos refugiados, que se instalaron alrededor del campo, en asentamientos informales. Estos barrios de chabolas (Ghumdum, Balukhali, Thangkhali…) crecieron rápidamente y se unificaron. La agregación de estos barios se llama también campo de Kutupalong o campo extendido de Kutupalong-Balukhali.
En enero de 2018 ya se había convertido en el campo de refugiados más grande del mundo, con 547.616 personas (solo 22.241 en el campo oficial), batiendo a los campos de refugiados de Dadaab, en Kenia, que alcanzó 245.126 personas en abril de 2017, y el de Bidi Bidi, en Uganda, con 285.000 personas en 2018.

## Logística
Dentro del marco de acondicionamiento de la zona ocupada por los refugiados, el 1 de febrero de 2019 se puso en marcha la mayor planta de gestión de residuos jamás instalada en un campo de refugiados.